# داستلی مولدر
داستلی مولدر (انگلیسی: Dustley Mulder؛ زادهٔ ۲۷ ژانویهٔ ۱۹۸۵) بازیکن فوتبال اهل پادشاهی هلند است.
از باشگاه‌هایی که در آن بازی کرده‌است می‌توان به باشگاه فوتبال اکسلسیور، باشگاه فوتبال ناک بردا، باشگاه فوتبال والویک، باشگاه فوتبال آپولون لیماسول، و باشگاه فوتبال لفسکی صوفیه اشاره کرد.
وی همچنین در تیم ملی فوتبال کوراسائو بازی کرده‌است.